# QS World University Rankings
QS World University Rankings (Światowe Rankingi Uniwersyteckie QS) – rankingi najlepszych uczelni na świecie publikowane od 2004 przez organizację Quacquarelli Symonds (QS), do 2009 wspólnie z „Times Higher Education”.

## Historia
W latach 2004–2009 zestawienie nosiło nazwę THES–QS World University Rankings (rankingi światowych uniwersytetów THES-QS) i stanowiło listę 200 najlepszych szkół wyższych na świecie. Był to suplement do czasopisma „The Times”, jako „Times Higher Education Supplement” (THES). 10 stycznia 2008 suplement stał się oddzielnym czasopismem („Times Higher Education”) i od 2010 zaczął publikować własne zestawienia, „Times Higher Education” World University Rankings.

## Metodologia
Ranking jest wydawany corocznie i podzielony według regionu oraz kierunku studiów. Pozycja uczelni zależy od kilku czynników:
- opinia wykładowców (40%)
- opinia pracodawców (10%)
- wykładowcy zagraniczni (5%)
- studenci zagraniczni (5%)
- stosunek liczby wykładowców do studentów (20%)
- publikacje naukowe (20%)

## Światowe Rankingi Uniwersyteckie THES-QS (2004–2008)
| 2008 | 2007 | 2006 | 2005 | 2004 | Uniwersytet                       | Kraj              | Wynik 2004–2008 |
| ---- | ---- | ---- | ---- | ---- | --------------------------------- | ----------------- | --------------- |
| 01   | 01   | 01   | 01   | 01   | Uniwersytet Harvarda              | Stany Zjednoczone | 01              |
| 02   | 02=  | 04=  | 07   | 08   | Uniwersytet Yale                  | Stany Zjednoczone | 05              |
| 03   | 02=  | 02   | 03   | 06   | Uniwersytet w Cambridge           | Wielka Brytania   | 03              |
| 04   | 02=  | 03   | 04   | 05   | Uniwersytet Oksfordzki            | Wielka Brytania   | 04              |
| 05   | 07=  | 07   | 08   | 04   | Kalifornijski Instytut Techniczny | Stany Zjednoczone | 06              |
| 06   | 05   | 09   | 13   | 14   | Imperial College London           | Wielka Brytania   | 09              |
| 07   | 09   | 25   | 28   | 34   | University College London         | Wielka Brytania   | 21              |
| 08   | 07=  | 11   | 17   | 13   | Uniwersytet Chicagowski           | Stany Zjednoczone | 11              |
| 09   | 10   | 04=  | 02   | 03   | Instytut Techniczny Massachusetts | Stany Zjednoczone | 06              |
| 10   | 11   | 12   | 20   | 19   | Uniwersytet Columbia              | Stany Zjednoczone | 14              |
| 11   | 14   | 26   | 32   | 28   | Uniwersytet Pensylwanii           | Stany Zjednoczone | 22              |
| 12   | 06   | 10   | 09   | 09   | Uniwersytet w Princeton           | Stany Zjednoczone | 09              |
| 13=  | 13   | 13   | 11   | 52   | Uniwersytet Duke’a                | Stany Zjednoczone | 20              |
| 13=  | 15   | 23   | 27   | 25   | Uniwersytet Johnsa Hopkinsa       | Stany Zjednoczone | 21              |
| 15   | 20=  | 15   | 14   | 23   | Uniwersytet Cornella              | Stany Zjednoczone | 17              |
| 16   | 16   | 16   | 23   | 16   | Australijski Uniwersytet Narodowy | Australia         | 17              |
| 17   | 19   | 06   | 05   | 07   | Uniwersytet Stanforda             | Stany Zjednoczone | 11              |
| 18   | 38=  | 29   | 36   | 31   | Uniwersytet Michigan              | Stany Zjednoczone | 30              |
| 19   | 17   | 19=  | 16   | 12   | Uniwersytet Tokijski              | Japonia           | 17              |
| 20   | 12   | 21   | 24   | 21   | Uniwersytet McGilla               | Kanada            | 20              |
| 21   | 20=  | 35=  | 44   | 38   | Uniwersytet Carnegiego i Mellonów | Stany Zjednoczone | 32              |
| 22   | 24   | 46=  | 73=  | 96=  | King’s College London             | Wielka Brytania   | 52              |
| 23   | 23   | 33=  | 30   | 48   | Uniwersytet Edynburski            | Wielka Brytania   | 31              |
| 24   | 42   | 24   | 21   | 10   | Politechnika Federalna w Zurychu  | Szwajcaria        | 24              |
| 25   | 25   | 29=  | 31   | 29   | Uniwersytet Kiotyjski             | Japonia           | 28              |